# Terrorangrebet i Beirut november 2015
Terrorangrebet i Beirut fandt sted den 12. november 2015, hvor to selvmordsbombere detonerede eksplosivstoffer i Bourj el-Barajneh, en sydlig forstad til Beirut, Libanon, hvor der fortrinsvis bor Shiamuslimer. Bydelen kontrolleres af Hezbollah. Der rapporteredes om 37 til 43 døde. ISIS har påtaget sig ansvaret for angrebet.
Bomberne eksploderede næsten samtidig og ramte bydelen Borj al-Barajneh, som består af boliger og forretninger. To selvmodsbombere dræbte sig selv, mens en tredje selvmordsbomber blev dræbt i en af eksplosionerne, inden han nåede at udløse sine sprængstoffer. Selvmordsangrebet er blevet betegnet som "det største enkeltstående angreb siden borgerkrigen i Libanon sluttede for 25 år siden i 1990."
Libanesiske styrker anholdt efterfølgende syv syrere og to libanesere. Ifølge den libanesiske indenrigsminister Nuhad Mashnuq var den ene selvmordsbomber og den anden menneskesmugler. 